# بيل غرابر
بيل غرابر (بالإنجليزية: Bill Graber)‏ هو منافس ألعاب قوى أمريكي، ولد في 21 يناير 1911 في أونتاريو في الولايات المتحدة، وتوفي في 8 مارس 1996 في سان بيرناردينو في الولايات المتحدة.

## وصلات خارجية
- بيل غرابر على موقع الاتحاد الدولي لألعاب القوى (الإنجليزية)
- بيل غرابر على موقع أوليمبيديا (الإنجليزية)